# Andre Johnson
Andre Lamont Johnson (født 11. juli 1981 i Miami, Florida, USA) er en amerikansk football-spiller, der spiller som wide receiver for NFL-holdet Houston Texans. Han har spillet for holdet hele sin NFL-karriere, startende i 2003.
Johnsons præstationer er hele syv gange blevet belønnet med udtagelse til NFL's All-Star kamp, Pro Bowl.

## Klubber
- 2003-: Houston Texans